# Сражение при Йорктауне (1862)
Сражение при Йорктауне (англ. Battle of Yorktown) или Осада Йорктауна (Siege of Yorktown) длилось с 5 апреля по 4 мая 1862 года, будучи частью Кампании на Полуострове в годы американской Гражданской войны. Двигаясь от форта Монро, Потомакская армия генерала МакКлелана встретила небольшую армию южан под командованием Джона Магрудера возле Йорктауна, за линией Уорика. Макклелан приостановил марш по полуострову на Ричмонд (Виргиния) и приступил к осадным работам.
5 апреля IV корпус генерала Эрасмуса Кейса впервые наткнулся на укрепления южан возе Лиис-Милл, где Макклелан вообще-то надеялся пройти беспрепятственно. Демонстративные манёвры Магрудера убедили федералов в том, что им противостоят серьёзные силы. Противники втянулись в артиллерийскую дуэль, а рекогносцировки показали Кейсу, что укрепления противника весьма серьёзны — и он посоветовал Макклелану не атаковать их сразу. Макклелан приказал приступить к созданию осадных укреплений и подвезти тяжелые осадные орудия. Между тем генерал Джонстон перебросил подкрепления Магрудеру.
16 апреля северяне нащупали слабое место в обороне противника, но не сумели воспользоваться этим успехом. В итоге Макклелан потратил ещё две недели на попытки уговорить флот обойти береговые батареи противника и ударить по флангу «Линии Уорика». Макклелан задумал массированную бомбардировку на 5 мая, но южане в ночь на 3 мая отошли к Уильямсбургу.
Сражение произошло неподалёку от места, где в 1781 году произошла осада Йорктауна — последнее сражение американской войны за независимость на суше.

## Предыстория

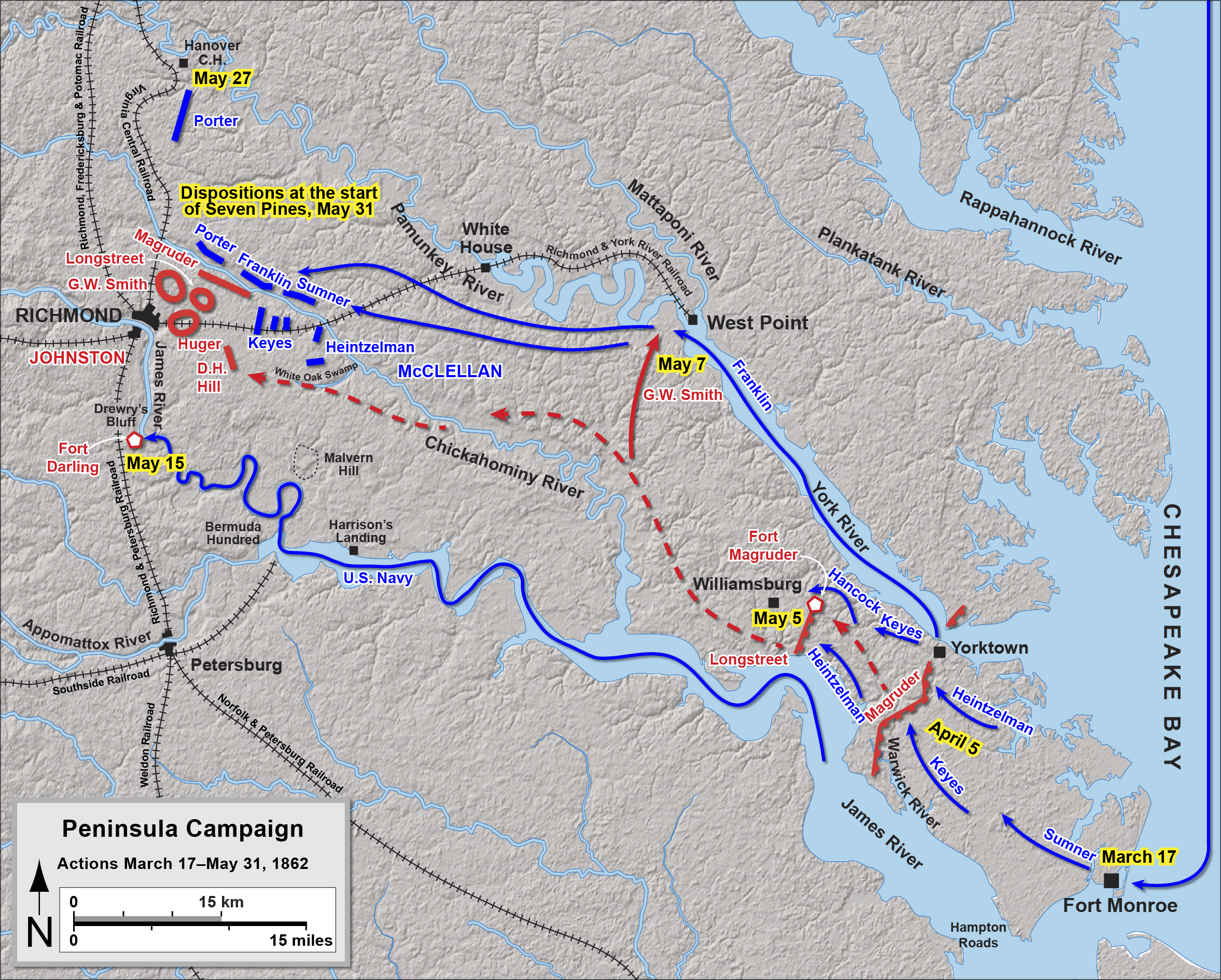

Макклелан надеялся прорваться к столице Конфедерации, Ричмонду, перебросив войска по воде на Вирджинский полуостров, к форту Монро. Его Потомакская армия насчитывала 121 500 человек. Переброска войск началась 17 марта, её осуществляли 389 судов. Макклелан планировал использовать флот для окружения Йорктауна, но этот план не был осуществлен после появления броненосца «Вирджиния» и речного сражения при Хэмптон-Роудс (8-9 марта 1862). Угроза со стороны «Вирджинии» на реке Джеймса и тяжелые батареи южан в устье реки Йорк исключили поддержку флота федералов. Макклелан решился на атаку только сухопутными силами.
Защитников Йорктауна было всего 11-13 тысяч человек, их возглавлял Джон Магрудер. Остальные силы Конфедерации под командованием Джозефа Джонстона были рассеяны в районе Калпепера, Фредериксберга и Норфолка. Магрудер возвел оборонительную линию от Йорктауна на реке Йорк, за рекой Уорик, и провел её до Малберри Пойнт на реке Джеймс. Эта линия получила название «Линия Уорика» (Warwick Line).
План Макклелана предполагал, что III корпус Сэмуэля Хейнтцельмана будет удерживать противника в их траншеях, а IV корпус генерала Кейеса обойдет южан слева и перережет их коммуникации. Макклелан и его штаб предполагали, что противник разместился только вблизи Йорктауна.

## Сражение

### Наступление федералов

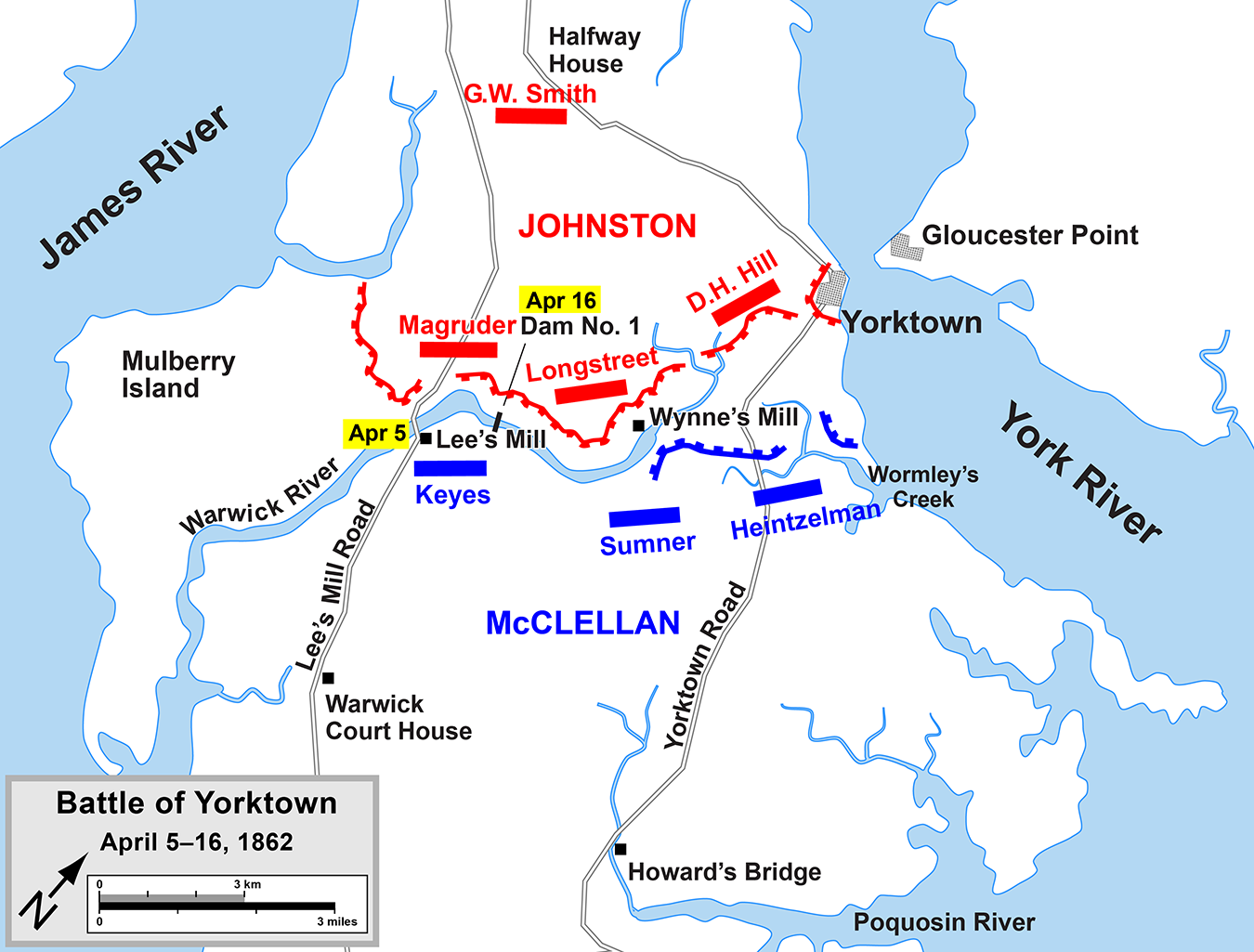
Сражение при Йорктауне (1862)

4 апреля 1862 федеральная армия прорвала передовую линию укреплений Магрудера, но на следующий день наткнулись на более мощную «Линию Уорика». Местность не позволяла им определить расположение сил противника. Разведка преувеличила численность противника и Макклелан решил, что у противника 40 000 человек на позициях и что Джонстон на подходе с остальными 60 000. Магрудер, в прошлом актёр-любитель, имитировал переброску подкреплений, гоняя туда-сюда пехоту и кавалерию и создавая иллюзию присутствия больших масс войск.
5 апреля IV федеральный корпус первым вышел к линии Магрудера около Лиис-Милл, где держала оборону дивизия Лафайета Мак-Лоуза. 7-й мэнский пехотный полк развернулся в стрелковую цепь в 1000 ярдов от укреплений, и позже был усилен бригадой Джона Дэвидсона и артиллерией. Артиллерийская дуэль длилась несколько часов. 6 апреля солдаты 6-го мэнского и 5-го висконсинского под командованием бригадного генерала Уинфилда Хэнкока провели рекогносцировку у Дамбы № 1, где Магрудер расширил реку для создания дополнительного препятствия. Северяне отбросили пикеты противника и взяли нескольких пленных. Хэнкок решил, что этот участок — слабое место обороны, но МакКлелан не воспользовался этой информацией. Введенный в заблуждение ложными манёврами Магрудера, генерал Кейс поверил, что линию Уорика не взять штурмом, о чём и доложил Макклелану.
К удивлению конфедератов и к огорчению президента Линкольна, Макклелан решил не атаковать без тщательной разведки и приказал заложить параллельную линию укреплений, а также начать осаду Йорктауна. Макклелан действовал исходя из рапортов Кейса, но также и под влиянием информации о том, что I корпус генерала Макдауэла остаётся под Вашингтоном и не будет переброшен на полуостров, на что надеялся Макклелан. В итоге ещё 10 дней северяне рыли землю, в то время как Магрудер получал подкрепления. К середине апреля Магрудер имел уже 35 000 человек.
Однако хотя МакКлелан сомневался в своем численном превосходстве, он не имел сомнений в превосходстве своей артиллерии. Для осады Йорктауна были задействованы 15 батарей, более 70 тяжелых орудий, включая два 200-фунтовых орудия Паррота и 12 100-фунтовых Парротов. Остальные — 20-фунтовые, 30-фунтовые и 4,5-дюймовые Родманы. Эти орудия были усилены 41-й мортирой калибром от 8 до 13 дюймов, которые весили по 10 тонн и стреляли снарядами весом 220 фунтов. Одновременным залпом эти орудия выбрасывали на позиции противника 7 000 фунтов снарядов.
Пока армии закапывались в землю, Армейский Воздухоплавательный Корпус (профессор Тадеуш Лове) задействовал два воздушных шара, «Constitution» и «Intrepid», для воздушного наблюдения. 11 апреля «Intrepid» вместе с генералом Фицджоном Портером(командиром 3 корпуса) поднялся в воздух, но был отнесен ветром в сторону позиций противника. Это вызвало панику среди федеральных командиров, однако ветер вскоре переменился и отнес шар обратно. Капитан-южанин Джон Бриан попал однажды в аналогичную ситуацию.

### Плотина № 1
16 апреля северяне обнаружили слабое место в обороне противника в районе дамб № 1, около Лиис-Милл, о котором Хэнкок сообщал ещё 6 апреля. После небольшой перестрелки Магрудер осознал слабость позиции и приказал её укрепить. К дамбе перебросили три полка под командованием Ховелла Кобба и ещё три полка расположились поблизости. Эти перемещения обеспокоили Макклелана, который увидел угрозу для своих осадных работ. Он приказал генералу Уильяму Смиту, из IV корпуса, помешать работам противника, но не ввязываться в серьёзный бой.
После бомбардировки в 8:00 генерал Уильям Брукс и его вермонтская бригада выслали вперед стрелков. В 15:00 четыре роты 3-го вермонтского полка перешли дамбу и обратили в бегство защитников. Кобб, вместе со своим братом Томасом Коббом, сформировал новую линию из Джорджианского легиона, и атаковал вермонтцев, которые заняли траншеи южан. В том бою барабанщик-северянин Джулиан Скотт несколько раз переходил реку под огнём противника, вынося раненых, за что позже получил Медаль Почёта. Её же получили сержант Эдвард Холтон и капитан Сэмуэль Пингри.
Не получив подкреплений, вермонтские роты отступили назад по дамбе, понеся при этом некоторые потери. Около 17:00 генерал Смит приказал 6-му вермонтскому атаковать противника ниже по течению, а 4-му вермонтскому провести демонстрацию у дамбы. Но тот манёвр не удался: 6-й вермонтский попал под обстрел и был вынужден отступить. Некоторые раненые при этом утонули в реке.

## Последствия

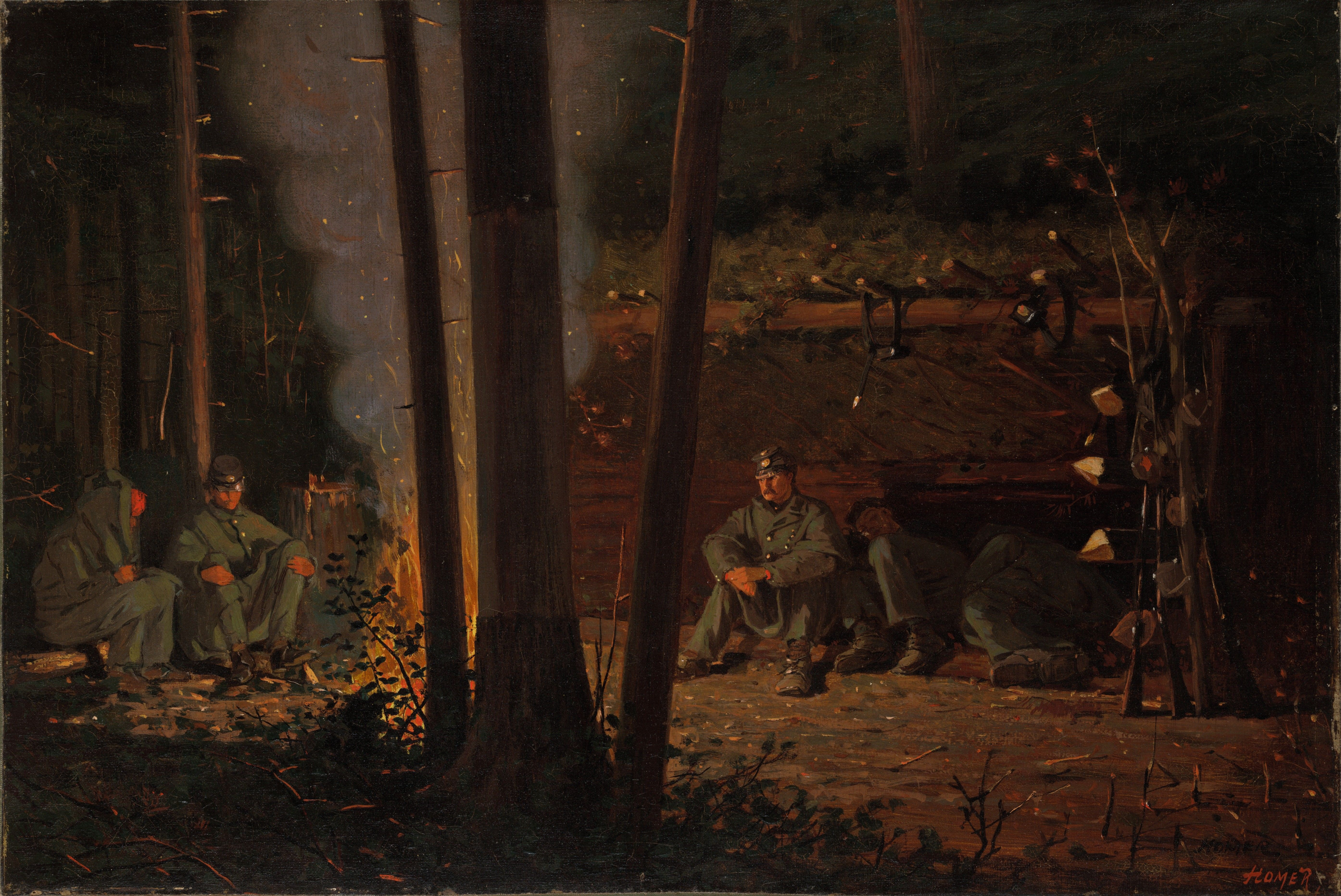

С точки зрения северян, действия у плотины № 1 были бессмысленны, но они стоили им 35 человек убитыми и 121 ранеными. Потери конфедератов были около 60 или 75 человек. Уильям Смит, который дважды падал с лошади за этот бой, был обвинен в пьянстве при исполнении, но расследование конгресса не подтвердило эти обвинения.
До конца апреля конфедераты, уже численностью 57 000, теперь под непосредственным командованием Джонстона, усовершенствовали свою оборону, в то время как Макклелан занимался сложным процессом перевозки тяжелых осадных батарей. Он планировал ввести их в дело 5 мая. Джонстон понимал, что не сможет устоять под бомбардировкой, потому 3 мая начал переброску припасов к Ричмонду. Беглые рабы сообщили об этом Макклелану, но он не поверил этим сообщениям. Он был убежден, что армия, численность которой он оценивал в 120 000 человек, останется на месте и будет сражаться. Вечером 3 мая южане сами провели небольшую бомбардировку, после чего наступила тишина. Рано утром Хейнцельман поднялся в воздух на наблюдательном воздушном шаре и обнаружил, что укрепления противника пусты.
МакКлелан был ошеломлен этими новостями. Он послал кавалерию Джорджа Стоунмана в преследование и приказал дивизии генерала Уильяма Франклина погрузиться на корабли, подняться вверх по реке Йорк и отрезать пути отступления Джонстону. Это впоследствии привело к сражению при Уильямсберге.